# Big Creek (vattendrag i Belize, Stann Creek, lat 17,03, long -88,32)
Big Creek är ett vattendrag i Belize. Det ligger i distriktet Stann Creek, i den sydöstra delen av landet, 50 kilometer sydost om huvudstaden Belmopan.